# Epoligosita brachysiphonia
Epoligosita brachysiphonia är en stekelart som beskrevs av Lin 1990. Epoligosita brachysiphonia ingår i släktet Epoligosita och familjen hårstrimsteklar. Inga underarter finns listade i Catalogue of Life.